# Maigret en meublé (téléfilm)
Cet article concerne le téléfilm. Pour le roman, voir Maigret en meublé.
Pour plus de détails, voir Fiche technique et Distribution.
Maigret en meublé est un téléfilm français réalisé par Claude Boissol, qui fait partie de la série Les Enquêtes du commissaire Maigret, d'après le roman homonyme de Georges Simenon. Il a été adapté par Jacques Rémy et Claude Barma. La première diffusion date du 23 décembre 1972 ; l'épisode, d'une durée de 82 minutes, est en couleur.

## Synopsis
L'inspecteur de police Janvier, de faction devant un immeuble parisien est grièvement blessé par balles. Maigret est immédiatement prévenu et veut découvrir la ou les personne(s) à l'origine de cet attentat. Le Commissaire s'installe alors dans un immeuble voisin, chez Mademoiselle Clément. Sous ses airs naïfs et innocents, la propriétaire des lieux cache quelque chose, ou plutôt quelqu'un. En effet, le jeune Paulus, une petite frappe recherchée par la police, est également un locataire de l'immeuble. Avant que Maigret ne comprenne réellement ce qui se passe dans le bâtiment, Paulus a le temps de s'enfuir et d'échapper aux mains de la police... mais l'affaire ne se termine pas là.

## Fiche technique
- Titre : Maigret en meublé
- Réalisation : Claude Boissol
- Adaptation : Claude Barma et Jacques Rémy
- Dialogues : Jacques Rémy et Claude Barma
- Musique : Raymond Bernard
- Directeur de la photographie : Albert Schimel
- Décors : Alain Nègre
- Ensemblier : François Courtin
- Costumes : Christiane Deplanque
- Cadreurs : Roger Dorieux, François Chrétien, D. Bertrand
- Ingénieurs du son : Charles Rabeuf et Guy Savin
- Illustration sonore : Gérard Gallo
- Bruitage : Louis Devaivre
- Mixage : Jacques Lebreton
- Bruitage : Michel Plat et Bernard Ha-Minh-Tay
- Assistants réalisateur : Bob Thénault et Daniel Édinger
- Script-girl : Alice Chazelles
- Chef d'atelier : Margot Caron
- Chef de production : Serge Roux

## Distribution
- Jean Richard : Commissaire Maigret
- Mony Dalmès : Mademoiselle Clément
- Barbara Laage : Madame Désiré
- Marc de Georgi : l’homme
- Gérard Berner : Paulus
- Annick Alane : madame Keller (comme Anick Alane)
- Raymond Baillet : inspecteur Vauquelin
- Gilles Béhat : Van Damme
- Philippe Brigaud : le charcutier
- Évelyne Buyle : Mademoiselle Blanche
- Valérie Boisgel : l’infirmière
- Robert Brémant : Monsieur Lotard
- François Cadet : inspecteur Lucas
- Andrée Champeaux : la dame des lavabos
- Jean-François Devaux : inspecteur Janvier
- Évelyne Dress : Mademoiselle Isabelle
- Jacques de Lannoy : Monsieur Kridelka
- Françoise Golden : Madame Janvier
- Jean Juillard : le chirurgien
- Jean Lanier : le directeur de la P.J.
- Marius Laurey : le père de Paulus
- Simone Morin : la garde malade
- Georges Stéphane : Monsieur Valentin
- Roland Malet : un agent de police (non crédité)
- Hubert Lassiat : un homme dans les couloirs de la P.J. (non crédité)